# كريستين مور
كريستين مور (بالفرنسية: Christine Moore)‏ (و. 1983  م) هي سياسية كندية، ولدت في لا رينيه، هي عضوةٌ الحزب الديمقراطي الجديد.

## مناصب
تولت منصب عضو مجلس العموم الكندي.

## التعليم
تعلمت في Université du Québec en Abitibi-Témiscamingue ‏.